# David Wise (Komponist)

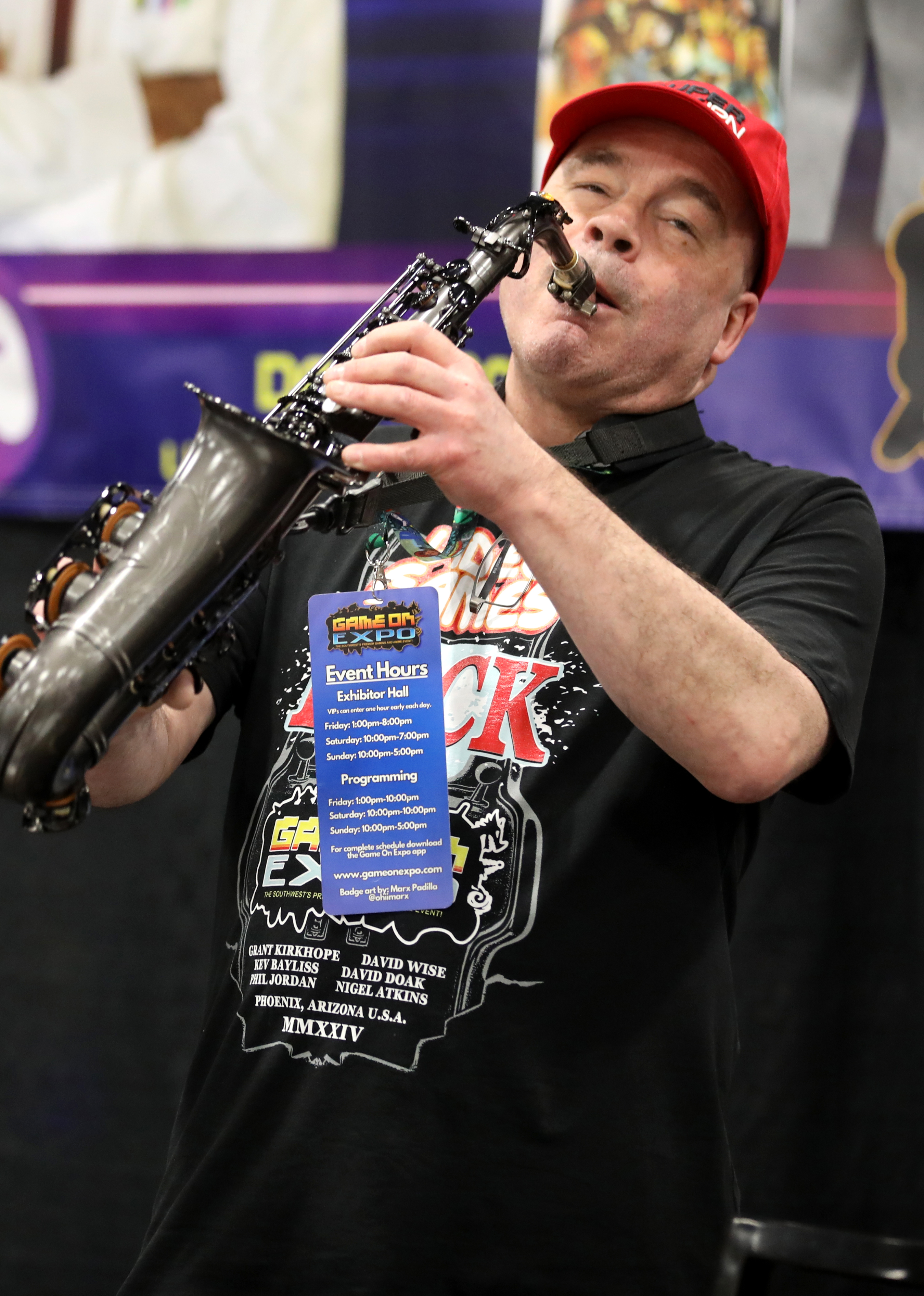
David Wise (2024)

David Wise ist ein Komponist, bekannt für sein Mitwirken beim Videospiele-Entwickler Rare an der Donkey-Kong-Country-Reihe. Er verließ das Unternehmen 2009.

## Leben
Vor seiner Arbeit bei Rare war Wise in einem Musikgeschäft in Leicester angestellt. Dort schrieb er auf dem Musikcomputer Yamaha CX5 erste digitale Musik. Als er den Rare-Geschäftsführern Tim und Chris Stamper das Gerät demonstrierte, erhielt er in deren Unternehmen eine Anstellung. Er komponierte Musik für Videospiele auf den Nintendo-Konsolen NES, SNES, Nintendo 64, GameCube und Game Boy Advance.
2009 verließ David Wise Rare, nachdem es von Microsoft übernommen worden war und einen Richtungswechsel hin zu Sportspielen und Kinect vollzog. Er arbeitete in seinem eigenen Unternehmen David Wise Sound Studios and Music Publishing weiterhin als Komponist und Sound-Designer an Videospielen und anderen digitalen Medien. Für das 2014 erschienene Donkey Kong Country: Tropical Freeze kehrte er als Komponist zur DKC-Reihe zurück.

## Musik für Videospiele
- Wizards & Warriors X: The Fortress of Fear (Game Boy)
- Donkey Kong Land (Game Boy)
- Slalom (NES)[1]
- RC Pro-AM (NES)[1]
- Battletoads (NES)[1]
- Digger T. Rock (NES)
- Snake Rattle ’n’ Roll (NES)[4]
- Donkey Kong Country (SNES)[1]
- Donkey Kong Country 2: Diddy’s Kong Quest (SNES)[1]
- Diddy Kong Racing (Nintendo 64)[1]
- Star Fox Adventures (GameCube)[1]
- Donkey Kong Country 3: Dixie Kong’s Double Trouble! (Game Boy Advance)[1]
- Donkey Kong Country: Tropical Freeze (Wii U, Switch)[3]
- Tengami (iOS, Wii U, Windows, Mac OS)[5]
- Snake Pass (Windows, Xbox One, Playstation 4, Nintendo Switch)
- Yooka-Laylee (Windows, Xbox One, Playstation 4, Nintendo Switch)
- Yooka-Laylee and the Impossible Lair (Windows, Xbox One, Playstation 4, Nintendo Switch)